# John Carter – Zwischen zwei Welten
John Carter – Zwischen zwei Welten (Originaltitel John Carter) ist ein US-amerikanischer Epos-Science-Fiction-Film, der am 7. März 2012 in Belgien und Frankreich erstmals veröffentlicht wurde. Einen Tag später erschien der Film in Deutschland und am 9. März in den Vereinigten Staaten – in Disney Digital 3-D und IMAX 3D. Basis für den Film ist das Buch Die Prinzessin vom Mars der Science-Fiction-Reihe John Carter vom Mars von Edgar Rice Burroughs. Während der Film von Walt Disney Pictures produziert wurde, gab Andrew Stanton sein Regiedebüt in einem Film mit realen Darstellern.

## Handlung
Der Film beginnt im Jahr 1881 mit der Nachricht vom Tode des Bürgerkriegsveteranen John Carter. Sein Neffe Edgar Rice Burroughs kommt als Alleinerbe zur Beerdigung, nur um zu erfahren, dass Carters Leiche in einem Mausoleum verwahrt wird, das nur von innen geöffnet werden kann. Carters Anwalt übergibt ihm dessen Tagebuch, und Edgar („Ned“) beginnt zu lesen.
Im Jahr 1868 wird der ehemalige konföderierte Offizier John Carter, der als Goldsucher in Arizona unterwegs ist, auf der Flucht vor den Apachen auf wundersame Weise zum Mars teleportiert: In einer Höhle, in der er sich vor den Indianern versteckt, erscheint plötzlich ein Fremder, ein Thern vom Mars, der Carter angreift. Carter tötet den Thern und wird durch dessen Medaillon zum Mars teleportiert, wobei jedoch sein Körper in eine Art Koma fällt und in der Höhle bleibt. Auf dem Mars erhält er auf mysteriöse Weise einen identischen Körper.
Der ursprünglich erdenähnliche Planet Barsoom, wie der Mars von den Einheimischen genannt wird, hat sich im Laufe der Jahrtausende zu einer unwirtlichen, lebensfeindlichen Umgebung entwickelt. Die einst große Zivilisation des Mars liegt zum Großteil in Ruinen, und ein Teil der einst friedlichen Einwohner hat sich in kriegslüsterne Barbaren verwandelt, die ihre einzige Überlebenschance im ständigen Kampf um die knappen Ressourcen sehen. Der Mars wird von verschiedenen Rassen bewohnt, von denen die wesentlichen die „normalen“ Roten Menschen und die Weißen Menschen, die geheimnisvolle Priesterkaste der Therns sowie die zirka drei Meter großen grünen vierarmigen Tharks sind.
Nach seiner Ankunft auf Barsoom lernt Carter den Jeddak (König) der Tharks kennen, Tars Tarkas. Carter gewinnt dessen Respekt dank seiner Kampfkunst und vor allem seiner überragenden Stärke, die auf der geringeren Schwerkraft des Mars beruht, welche weniger als 40 % der Schwerkraft der Erde beträgt. Mit Hilfe seiner Fähigkeiten rettet er das Leben der Prinzessin der Stadt Helium, Dejah Thoris, die sich auf der Flucht vor Soldaten aus der mit Helium verfeindeten Stadt Zodanga befindet. Sab Than, der Jeddak von Zodanga, wird vom Matai Shang, dem Anführer der Weißen Marsianer, mit einer neuartigen, mächtigen Waffe unterstützt.
Dejah Thoris Vater, der Jeddak von Helium, sieht keinen anderen Ausweg, als in das Hochzeitsangebot Sab Thans einzuwilligen, um die drohende Niederlage seiner Stadt zu verhindern. Dejah, Carter und Sola, die Tarkas den beiden gegenüber als seine Tochter offenbart, machen sich auf den Weg zum Fluss Issus, um einen Weg zu finden, wie Carter zur Erde zurückkehren kann. Carter wird jedoch gefangen genommen und gerät letztendlich in die Hände von Matai Shang. Von ihm erfährt Carter, dass die Therns mit ihrer Transportertechnik seit Jahrtausenden die Geschicke beider Planeten manipulieren.
Dejah Thoris hat inzwischen eingewilligt, Sab Than zu heiraten. Carter kann Matai Shang entkommen und macht sich mit einer Thark-Armee auf den Weg, um Helium vor einem Überraschungsangriff der Zodanganer zu retten, was in letzter Sekunde gelingt. Hierbei wird er zusätzlich von dem Wunsch getrieben, Dejah zu retten, die im Zuge einer Intrige der Therns kurz nach ihrer Vermählung getötet werden soll. Sab Than wird im Kampf getötet, und Carter heiratet Dejah. In derselben Nacht wirft er sein Medaillon fort, weil er für immer auf dem Mars bleiben will, doch dann erscheint Matai Shang, der die ganze Zeit als Berater von Sab Than anwesend gewesen ist, und transportiert Carter zur Erde zurück.
Die Rahmenhandlung wird wieder aufgegriffen, und Ned erfährt, dass Carter viele Jahre versucht hat, die Spuren anderer Thern-Aktivitäten auf der Erde zu finden, um so eventuell in den Besitz eines weiteren Medaillons zu gelangen, was ihm schließlich anscheinend gelungen ist. Während seiner erneuten Reise zum Mars muss der Körper auf der Erde sicher verwahrt werden, denn ein physischer Schaden auf der Erde oder auf dem Mars würde ihn in beiden Welten töten. Ned gelingt es, die Hinweise zum Öffnen des Mausoleums zu entschlüsseln, aber als er die Tür öffnet, ist das Mausoleum leer. Ein Thern, der Ned im Hintergrund gefolgt ist, erscheint plötzlich und versucht, ihn zu töten. Er wird jedoch von John Carter erschossen. Alles war nur eine Falle für die Therns, weil Carter tatsächlich kein zweites Medaillon hatte finden können. Carter begibt sich ins Mausoleum, um mit dem Medaillon des getöteten Therns für immer auf den Mars zurückzukehren.

## Geschichte
Den ersten Versuch, John Carter zu verfilmen, unternahm 1931 Metro-Goldwyn-Mayer mit dem Regisseur Bob Clampett. Es hätte noch vor Schneewittchen und die sieben Zwerge der erste lange Zeichentrickfilm werden sollen. Nachdem der Regisseur und John Coleman die ersten Zeichnungen angelegt hatten, schien dem Vorhaben nichts mehr im Weg zu stehen. Doch nachdem man 1936 zu Testzwecken Filmmaterial hatte drehen lassen und es dem Publikum gezeigt hatte, fiel die Kritik negativ aus. Daher wurden die Produktionen auf Eis gelegt, und Clampett wandte sich einer Zeichentrickserie von Tarzan zu.
Als Walt Disney Pictures 1980 die Filmrechte an John Carter zum ersten Mal erwarb, wollten sie eine Verfilmung produzieren, um den damaligen populären Konkurrenten Star Wars und Conan der Barbar etwas entgegensetzen zu können. John McTiernan hätte Regie führen und Tom Cruise die Hauptrolle übernehmen sollen. Da der Regisseur die Technik der visuellen Effekte für noch zu primitiv hielt, wurde die Produktion gestoppt, und die Filmrechte gingen zurück an Burroughs’ Erben.
Ein dritter gescheiterter Versuch ging von Paramount aus. Nachdem Harry Knowles die Produktionsfirma von Burroughs’ Science-Fiction-Saga überzeugt hatte, wollte diese die Filmrechte erwerben. Doch auch Columbia schien an diesen interessiert zu sein, weswegen es zum Streit kam. Paramount gewann diesen für sich, woraufhin Knowles mit der Produktion begann. Doch scheiterte der Versuch, Frank Miller die Co-Regie führen zu lassen. Im Oktober 2005 sollte Jon Favreau Regie führen, der die ersten drei Bücher in einem einzigen Film umsetzen sollte. Paramount bemängelte jedoch sein Engagement am Film und brach die Produktionen im August 2006 ab, als das Studio entschied, die Filmrechte nicht länger zu behalten. Favreau wandte sich daraufhin der Verfilmung von Iron Man zu, dessen erster Teil 2008 erschien.

## Produktion
Im Januar 2007 erwarb Disney die Rechte erneut und engagierte Regisseur Andrew Stanton und Drehbuchautor Mark Andrews. Anfang 2008 stellten sie ihren Entwurf vor – den ersten Teil einer Trilogie. Im April 2009 ersetzte Michael Chabon Mark Andrews. Da Stanton und Pixar-Geschäftsführer Jim Morris die ursprünglichen Designs von Frank Frazetta mittlerweile für zu altmodisch hielten, adaptierten sie das visuelle Design des Films. Drehorte waren in Surrey das Ham House, die Longcross Studios und die Shepperton Studios. Zudem wurde in Shiprock und im US-Bundesstaat Utah gedreht. Die Dreharbeiten begannen im Januar 2010 in England und endeten Juli 2010 in Utah.
Das Budget des Films wird auf 250 Millionen US-Dollar geschätzt, zuzüglich Werbekosten von weiteren 100 Millionen Dollar. In den ersten Wochen spielte der Film nur einen kleinen Teil dieser Summe ein. Disney meldete noch im März 2012, dass John Carter im laufenden Quartal voraussichtlich einen operativen Verlust von 200 Millionen Dollar einfahren werde. Der Chef der Disney-Filmstudios Rich Ross gab infolgedessen im April 2012 seinen Rücktritt bekannt.
Insgesamt spielte der Film an den Kinokassen in den USA und Kanada nur 73 Millionen Dollar ein, hinzu kam jedoch ein Einspielergebnis von fast 210 Millionen Dollar aus dem weltweiten Kinoeinsatz außerhalb der beiden Länder.

## Synchronisation
Die deutsche Synchronisation entstand nach einem Dialogbuch von Alexander Löwe unter der Dialogregie von Axel Malzacher.
| Rolle                                 | Darsteller          | Deutscher Sprecher |
| ------------------------------------- | ------------------- | ------------------ |
| John Carter                           | Taylor Kitsch       | Stefan Günther     |
| Dejah Thoris                          | Lynn Collins        | Tanja Geke         |
| Sola                                  | Samantha Morton     | Susanne von Medvey |
| Tars Tarkas                           | Willem Dafoe        | Reiner Schöne      |
| Tal Hajus                             | Thomas Haden Church | Oliver Stritzel    |
| Matai Shang                           | Mark Strong         | Tom Vogt           |
| Matai Shang (als ältere Frau)         | Eileen Page         | Christel Merian    |
| Matai Shang (als Zodanganer Offizier) | Darwin Shaw         | Axel Malzacher     |
| Tardos Mors                           | Ciarán Hinds        | Bernd Rumpf        |
| Sab Than                              | Dominic West        | Torsten Michaelis  |
| Kantos Kan                            | James Purefoy       | Jacques Breuer     |
| Powell                                | Bryan Cranston      | Frank Glaubrecht   |
| Sarkoja                               | Polly Walker        | Gundi Eberhard     |
| Edgar Rice Burroughs                  | Daryl Sabara        | Patrick Baehr      |
| Zodanganer General                    | Art Malik           |                    |
| Dix                                   | Don Stark           | Jan Spitzer        |
| männlicher Thern #1                   | Philip Philmar      | Peter Flechtner    |
| männlicher Thern #2                   | James Ambree        | Matthias Klages    |
| Doktor                                | Jeremy Booth        | Matthias Klages    |
| Noah Dalton                           | Nicholas Woodeson   | Bodo Wolf          |
| Rowdy #2                              | Jared Cyr           | Raimund Krone      |
| Sarah Carter                          | Amanda Clayton      | Franca Orlia       |
| Telegrafier                           | Edmund Kente        | Axel Lutter        |
| Thompson                              | Rupert Frazer       | Reinhard Kuhnert   |

## Kritik
Der Film erhielt gemischte Kritiken. Rotten Tomatoes zählte 123 positive und 112 negative Rezensionen. Metacritic zählte 18 positive, 20 gemischte und 7 negative Veröffentlichungen. Auf der Seite der Internet Movie Database wurde bei 247.683 Nutzern die gewichtete Durchschnittsnote 6,6 von 10 ermittelt.

„Fazit: Das Science-Fiction-Epos ‚John Carter‘ wird so manchen Kinogänger irritieren, denn Regisseur Andrew Stanton nimmt Edgar Rice Burroughs‘ Pulp-Literatur-Vorlage ernst und so versprüht sein Spektakel einen trashigen Charme, der nur scheinbar in Widerspruch zu dem exorbitanten Budget von 250 Millionen Dollar steht. Stanton nutzt seine kreative Freiheit und die beachtlichen Mittel zu einem wüsten interplanetaren Schlachtengemälde, das trotz einiger Mängel eine Menge Spaß macht.“

„Ähnlich wie selbst an den besten Weinen, nagt auch an der John Carter-Verfilmung der Zahn der Zeit. Unzählige Versuche, das Leinwandepos bereits viel früher auf die große Leinwand zu bringen, scheiterten an ungefähr genauso vielen unterschiedlichen Gründen. Angesichts dieser Vorzeichen gleicht es fast einem Wunder, dass es John Carter mit einem Mega-Budget von knapp 250 Millionen US Dollar jetzt doch noch auf die große Leinwand geschafft hat. Doch insgesamt wirkt der 130-minüter wie ein Relikt aus einer vergangenen Zeit: Sämtliche Storyelemente haben wir so in unzähligen anderen Sci-Fi- und Fantasy-Filmen, wie bsp. Star Wars, Planet der Affen oder sogar Avatar schon deutlich differenzierter aufgearbeitet bekommen. Es spricht einerseits für die Entwicklung der Filme an sich, andererseits auch für die ‚Kälte‘ und ‚Härte‘ einer Industrie, in der eine einst richtungsweisende und revolutionäre Vorlage nun fast niemanden mehr ein müdes Lächeln entlocken wird (und wenn, dann einmal wieder rein durch die Evolution der Technik).“

## Trivia
- 2012 feierte die Romanfigur John Carter nicht nur ihre Verfilmung, sondern auch ihr hundertjähriges Bestehen. Dabei veröffentlichte der Bildschriftenverlag die ersten vier Bände des Zyklus in deutscher Sprache. Der Kranichbornverlag brachte in den 1990er Jahren zumindest die ersten beiden Bücher erneut in Umlauf, obwohl bereits ISB-Nummern aller 15 Bände feststanden.
- Um möglichst authentisch zu bleiben, wurde die Sprache der Tharks von einem Linguisten aus den wenigen Worten kreiert, die Edgar Rice Burroughs in seinen Romanen verwendete.
- Die Kristalle im Hochzeitskleid von Dejah Thoris wurden von Swarovski gefertigt. 120.000 Stück bedecken Kleid, Schleier, Krone und Ärmel. Jeder einzelne davon wurde in Handarbeit eingefügt. Insgesamt entwarf Designerin Mayes C. Rubeo für die Verfilmung zirka 1.800 Kostüme.
- Mit Ciarán Hinds, James Purefoy, Nicholas Woodeson und Polly Walker sind vier Schauspieler beteiligt, die eine wichtige Rolle in HBOs Fernsehserie Rom innehatten.
- David Schwimmer und Jon Favreau haben einen sehr kurzen Cameo-Auftritt als Thark-Krieger.

## Veröffentlichung
Die DVD- und Blu-ray-Veröffentlichung erfolgte in Deutschland am 19. Juli 2012. In den Vereinigten Staaten erfolgte die Veröffentlichung bereits am 5. Juni.